# Merenschwand
Merenschwand (toponimo tedesco) è un comune svizzero di 3 474 abitanti del Canton Argovia, nel distretto di Muri.

## Storia
Dal territorio di Merenschwand furono scorporate le località di Mühlau (1810) e Benzenschwil (1813), divenute comuni autonomi, e di Kestenberg e Schoren, aggregate a Mühlau (1878); il 1º gennaio 2012 Benzenschwil è stato nuovamente aggregata a Merenschwand.

## Monumenti e luoghi d'interesse

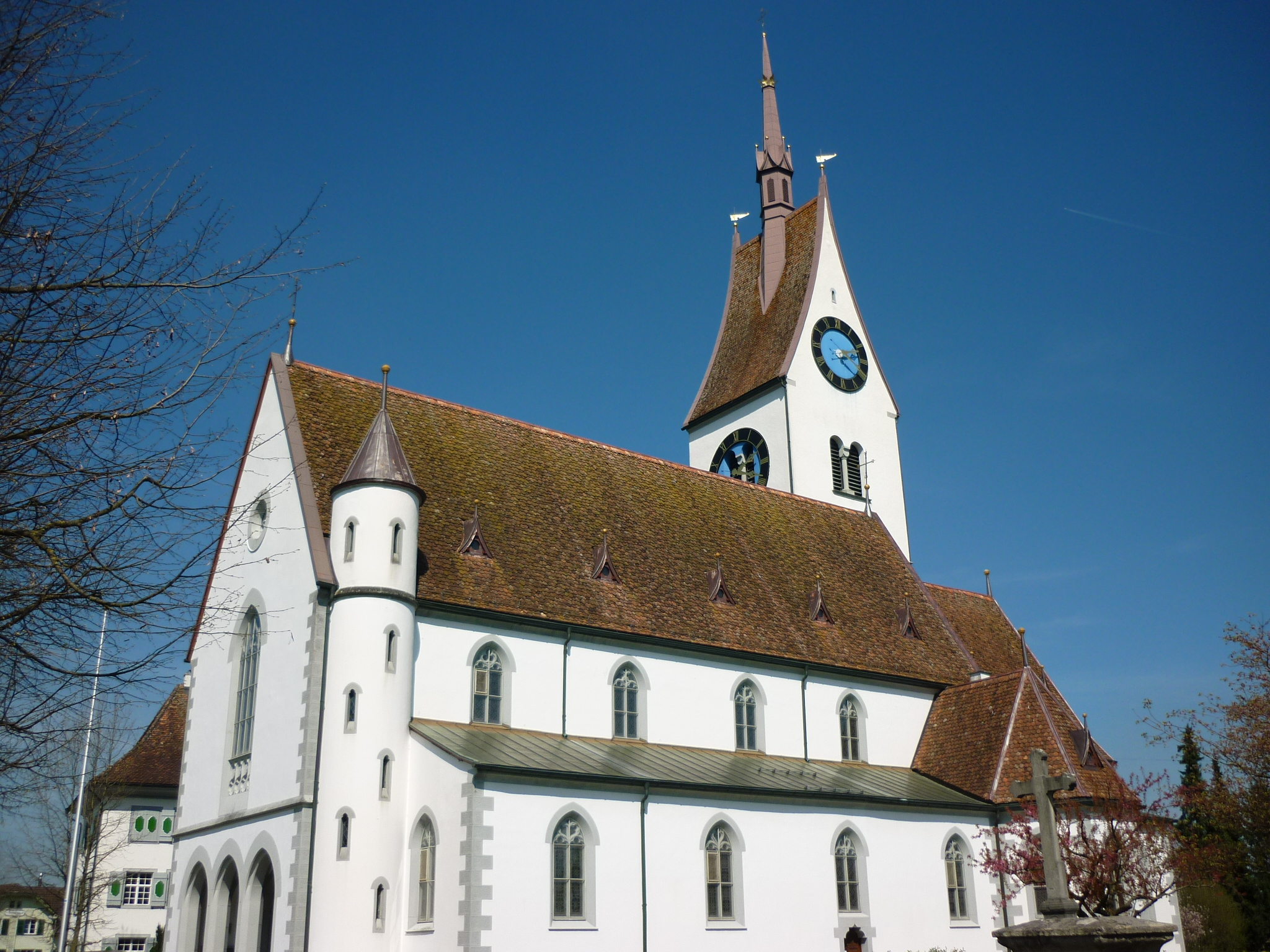
La chiesa cattolica di San Vito

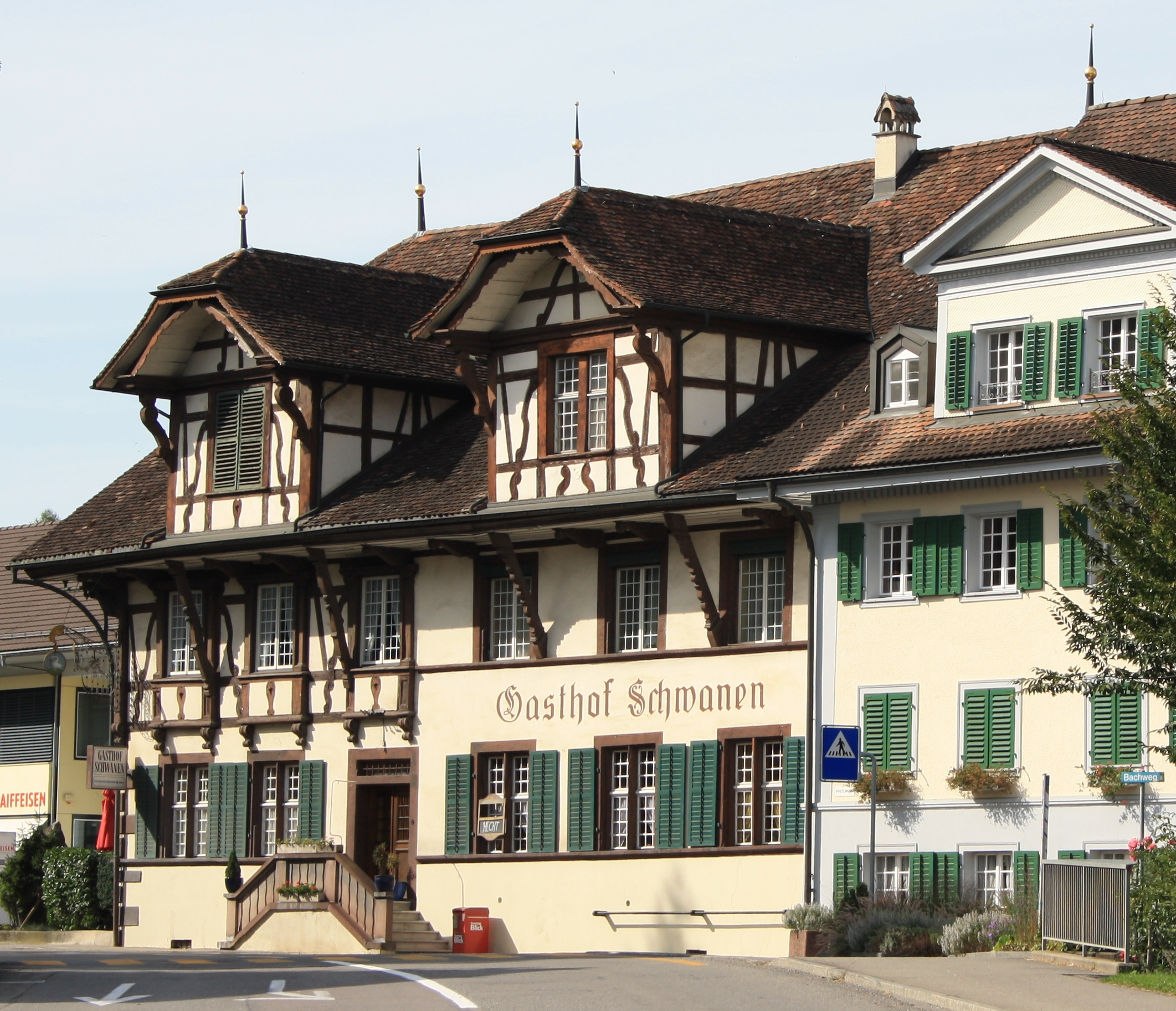
Gasthof Schwanen

- Chiesa cattolica di San Vito, attestata dal 1245 e ricostruita nel 1897-1899[1];
- Taverna Zum Schwanen (Gasthof Schwanen), già sede del tribunale e casa comunale, ricostruita nel XVII secolo[1].

## Società

### Evoluzione demografica
L'evoluzione demografica è riportata nella seguente tabella:
Abitanti censiti

## Infrastrutture e trasporti

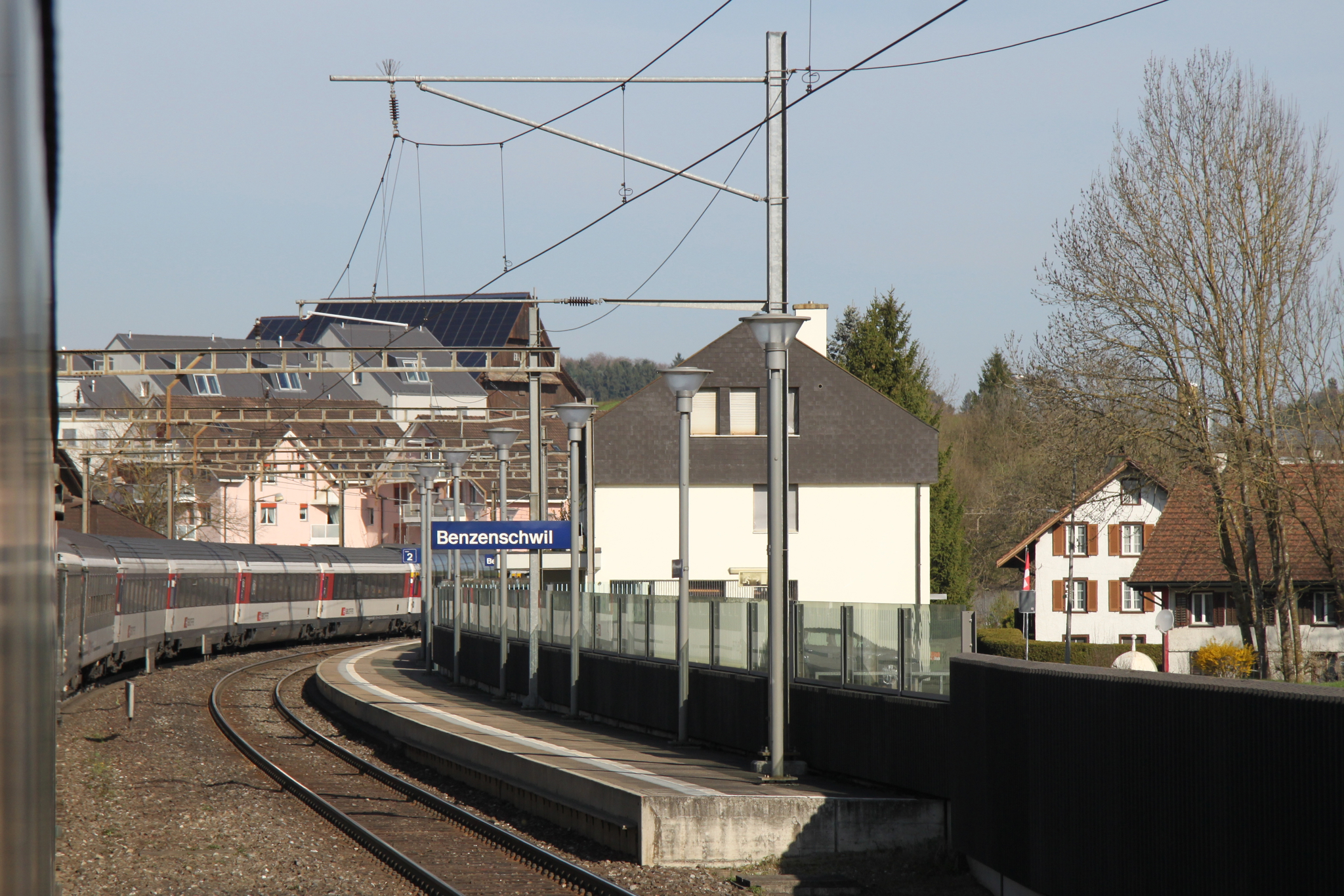
La stazione di Benzenschwil

Merenschwand è servito dalla stazione di Benzenschwil sulla ferrovia Aarau-Rotkreuz (linea S26 della rete celere dell'Argovia).

## Amministrazione
Ogni famiglia originaria del luogo fa parte del cosiddetto comune patriziale e ha la responsabilità della manutenzione di ogni bene ricadente all'interno dei confini del comune.